# Бухарестський мирний договір (1886)
Бухарестський мирний договір 1886 — мирна угода, підписана представниками Сербії та Болгарії, яка завершила сербсько-болгарську війну. Була підписана 19 лютого (3 березня) 1886 року в Бухаресті у присутності турецького посла.
Мирна угода закріпила об'єднання Східної Румелії та Болгарського князівства.